# Distichochlamys rubrostriata
Distichochlamys rubrostriata là một loài thực vật có hoa trong họ Gừng. Loài này được W.J.Kress & Rehse mô tả khoa học đầu tiên năm 2003.